# 1918년 영국 총선
1918년 영국 총선은 영국 최초로 21세 이상의 모든 남성과 30세 이상의 모든 여성에게 투표권이 주어진 선거였으며, 최초로 하루만에 치러진 총선이었다.
1차 세계대전 동안, 데이비드 로이드 조지 수상은 허버트 헨리 애스퀴스 총재를 대신하여 연립정부를 이끌었고, 독일과 휴전하는 대로 새 총선을 치르기로 했다.
선거에선 연립 여부에 따라 각 당이 분열되었으나, 연립 찬성측인 연립자유당과 보수당이 승리하게 된다.
아일랜드 지역에서는 강경한 신페인의 등장으로 아일랜드 의회당이 많은 의석을 잃었으며, 이는 아일랜드 독립으로 이어지게 된다.

## 배경
전쟁이 끝나고, 연립의 지속 여부를 두고 각 당은 분열했고, 연립내각을 이끈 로이드 조지 수상의 연립자유당과 앤드류 보나 로우의 연립보수당은 일명 '쿠폰 선거'라 불리는 연대를 하기로 합의한다

## 선거 결과
정당별 의석수
| 정당            | 의석수 |
| --------------- | ------ |
| 보수당          | 332    |
| 연립 자유당     | 127    |
| 신페인          | 73     |
| 노동당          | 57     |
| 자유당          | 36     |
| 연립 국민민주당 | 9      |
| 아일랜드 의회당 | 7      |
| 연립 노동당     | 4      |
| 노동 연합주의   | 3      |
| 국민당          | 2      |
| 조합당          | 1      |
| 국민사회당      | 1      |
| 무소속          | 8      |
| 합계            | 707    |

정당 득표율
| 정당            | 득표수    | 득표율 |
| --------------- | --------- | ------ |
| 보수당          | 3,393,167 | 38.4%  |
| 노동당          | 2,171,230 | 20.8%  |
| 자유당          | 1,355,398 | 13%    |
| 연립 자유당     | 1,318,844 | 12.6%  |
| 신페인          | 476,458   | 4.6%   |
| 아일랜드 의회당 | 226,498   | 2.2%   |
| 연립 국민민주당 | 156,834   | 1.5%   |
| 국민당          | 94,389    | 0.9%   |
| 조합당          | 57,785    | 0.6%   |
| 연립 노동당     | 40,641    | 0.4%   |
| 노동 연합주의   | 30,304    | 0.3%   |
| 농민당          | 19,412    | 0.2%   |
| 국민민주당      | 17,991    | 0.2%   |
| 은퇴병사연합    | 12,329    | 0.1%   |
| 벨페스트 노동당 | 12,164    | 0.1%   |
| 국민사회당      | 11,013    | 0.1%   |
| 하이랜드연대    | 8,710     | 0.1%   |
| 여성당          | 8,614     | 0.1%   |
| 영국사회당      | 8,394     | 0.1%   |
| 사회노동당      | 7,567     | 0.1%   |
| 스코티쉬 금지당 | 5,212     | 0%     |

선거는 연립 측의 승리로 돌아갔고, 아일랜드는 신페인의 강력한 요구로 독립하게 된다

## 같이 보기
- 1918년 아일랜드 총선